# Fabian Boll
Fabian Boll (ur. 16 czerwca 1979 w Bad Segeberg) – niemiecki piłkarz występujący na pozycji pomocnika.

## Kariera
W czasach juniorskich trenował w klubach Bramstedter TS, Itzehoer SV i Hamburger SV. W latach 1998–2000 grał w pierwszym zespole Itzehoer SV. Następnie był piłkarzem TSV Lägerdorf i 1. SC Norderstedt. W 2002 roku odszedł do FC St. Pauli. W 2. Bundeslidze zagrał po raz pierwszy 10 sierpnia 2007 w przegranym 0:2 meczu z 1. FC Köln. W sezonie 2010/2011 wraz z St. Pauli występował w Bundeslidze. Zadebiutował w niej 21 sierpnia 2010 w wygranym 3:1 spotkaniu z SC Freiburg. W 83. minucie zdobył bramkę na 1:1 po asyście Maxa Kruse. W sumie w najwyższej klasie rozgrywkowej zagrał w 28 meczach i zdobył 3 gole. W 2016 roku zakończył karierę piłkarską.